# Zhuzhan (köpinghuvudort i Kina, Hubei Sheng, lat 30,93, long 114,16)
Zhuzhan är en köpinghuvudort i Kina. Den ligger i provinsen Hubei, i den centrala delen av landet, omkring 40 kilometer norr om provinshuvudstaden Wuhan. Antalet invånare är 24 763. Befolkningen består av 12 638 kvinnor och 12 125 män. Barn under 15 år utgör 15,0 %, vuxna 15-64 år 71 %, och äldre över 65 år 13,0 %.
Runt Zhuzhan är det mycket tätbefolkat, med 1 095 invånare per kvadratkilometer. Närmaste större samhälle är Hengdian, 18,7 km sydost om Zhuzhan. Trakten runt Zhuzhan består till största delen av jordbruksmark.
Genomsnittlig årsnederbörd är 1 631 millimeter. Den regnigaste månaden är juli, med i genomsnitt 255 mm nederbörd, och den torraste är december, med 20 mm nederbörd.